# Secretariat
Secretariat (en España, Campeón (Secretariat); en Argentina y en México, Secretariat) es una película producida por Walt Disney Pictures y basada en la historia del caballo de mismo nombre, campeón y ganador de la Triple Corona de Estados Unidos en 1973. Fue estrenada el 8 de octubre de 2010 en Estados Unidos y el 18 de febrero de 2011 en España. Protagonizada por Diane Lane y John Malkovich. Dirigida por Randall Wallace.

## Sinopsis
Mucho antes de convertirse en una leyenda en los hipódromos, Penny Chenery (Diane Lane) únicamente era una discreta ama de casa. Pero su vida cambió cuando decidió trabajar en los establos de su padre, cuando éste estaba enfermo, en Meadow Stables, Virginia, Estados Unidos. A partir de entonces, Penny se interesó en el mundo de las carreras de caballos y se adentró en él, sin pensar que conseguiría un gran éxito profesional.
Éxito que consigue con la ayuda del veterano entrenador de caballos Lucien Laurin (John Malkovich) y gracias a la velocidad de Secretariat, Penny se convertirá en la primera mujer dueña de un caballo en ganar la Triple Corona. Algo que, además, tiene el mérito añadido de que gana dicho premio en una sociedad conservadora dónde solo los hombres estaban involucrados en el mundo de la hípica.

## Reparto
- Diane Lane como Penny Chenery.
- John Malkovich como Lucien Laurin.
- Scott Glenn como Christopher Chenery.
- Margo Martindale como Elizabeth Hamm.
- James Cromwell como Ogden Phipps.
- Dylan Walsh como Jack Tweedy.
- Fred Dalton Thompson como Bull Hancock.
- Kevin Connolly como Bill Nack.
- Nestor Serrano como Pancho Martin.
- Amanda Michalka como Kate Tweedy.
- Carissa Capobianco como Sarah Tweedy.

## Música
- It's Who You Are - Amanda "AJ" Michalka
- Oh Happy Day - The Edwing Hawking Singers

## Recepción crítica y comercial
Según la página de Internet Rotten Tomatoes obtuvo un 64% de comentarios positivos, llegando a la siguiente conclusión: "Entusiasta, conmovedora y tradicional, Secretariat ofrece justo lo que usted esperaba de un inspirador drama de Disney, ni más ni menos." Destacar el comentario del crítico cinematográfico Amy Biancolli: 

"El director Randall Wallace ha conseguido algo cerca de lo imposible, infundiendo tensión y suspense genuinos en una narración cuyo final conocemos todos."
Amy Biancolli.

Según la página de Internet Metacritic obtuvo críticas positivas, con un 61%, basado en 36 comentarios de los cuales 21 son positivos. Recaudó 59 millones de dólares en Estados Unidos. Sumando las recaudaciones internacionales la cifra asciende a 60 millones. El presupuesto invertido en la producción fue de 35 millones. Obtuvo dos candidaturas a los Satellite Awards en categorías técnicas.

## Localizaciones
Secretariat se rodó entre los estados de Luisiana y Kentucky (Estados Unidos), destacando las poblaciones de Opelousas, Lafayette o Evangeline Downs. Se desconocen las fechas de inicio y  finalización de la filmación.